# Paz de Los Realejos
Paz de Los Realejos est un accord signé le 25 juillet 1496 sur l'île de Tenerife dans les Îles Canaries, en Espagne. L'accord est signé par les dirigeants guanches, vaincus lors de la deuxième bataille d'Acentejo, et par Alonso Fernández de Lugo, vainqueur de la bataille et marque la conquête des îles Canaries par la Couronne de Castille.

## Conséquence
La victoire des Castillans à la bataille d'Aguere ainsi qu'à la deuxième bataille d'Acentejo, les cadavres des champs de bataille ainsi que la mort de Bencomo ont mis fin à la résistance guanche et ont permis aux Castillans la conquête des îles Canaries.

À la suite de l'accord, les guanches sont christianisés et confédérés au royaume d'Espagne. En septembre 1496, les districts d'Adeje, d'Abona, de Daute et d'Icod rejoignent l'accord.